# Casco de combate

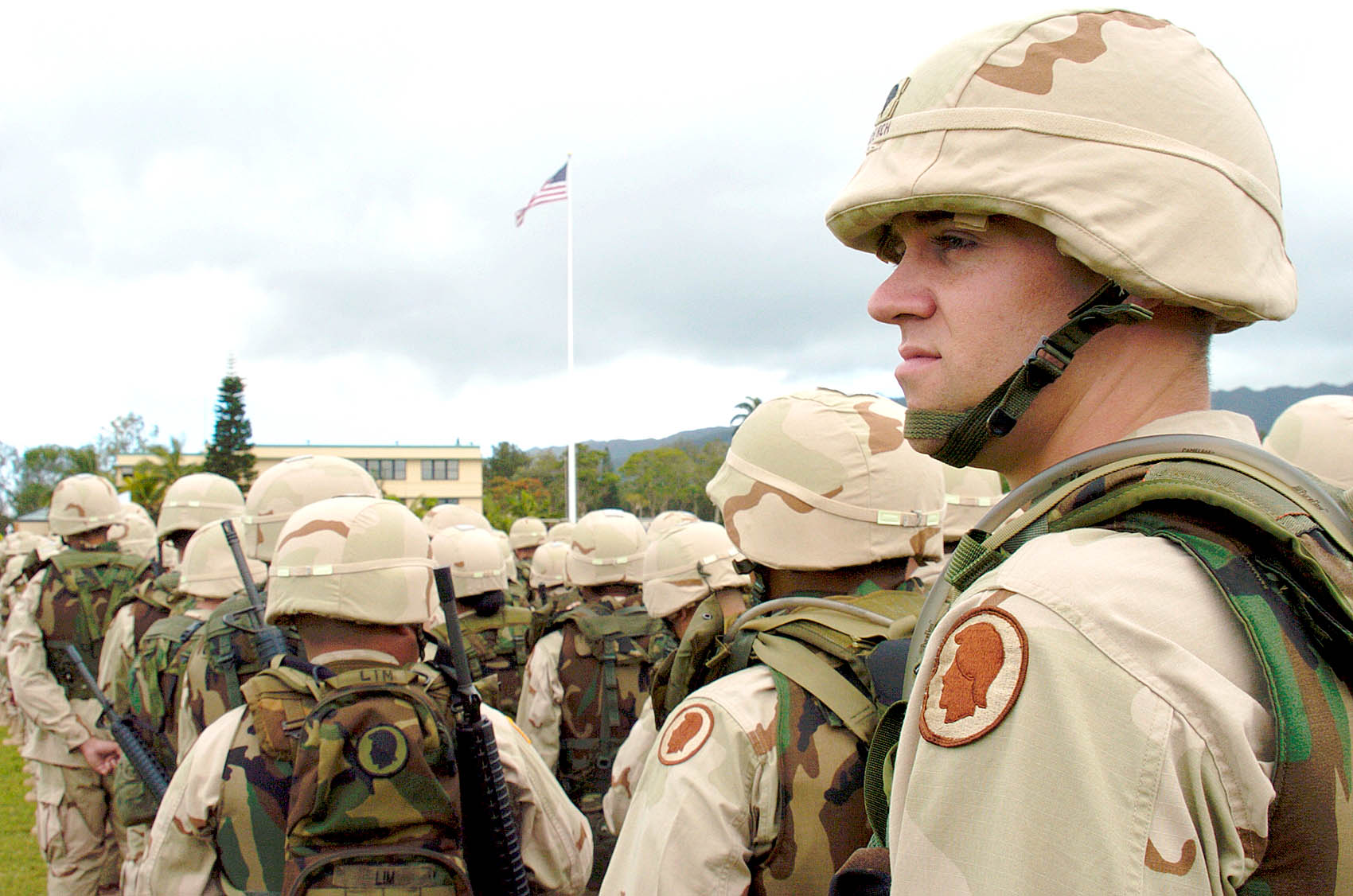
Soldados de la Guardia Nacional de los Estados Unidos portando los cascos PASGT en marzo de 2004.

Un casco de combate o casco militar es una prenda protectora para la cabeza del soldado. Los cascos de combate ofrecen protección contra amenazas balísticas y fuerzas de impacto contundentes, y su uso ha reducido en gran medida las lesiones en la cabeza y salvado la vida de muchos soldados. Ante los nuevos retos que plantean los artefactos explosivos improvisados y las operaciones de combate urbano en los conflictos militares asimétricos modernos, los futuros cascos de combate deben ser altamente protectores, ligeros, cómodos de llevar y compatibles con los sistemas de comunicación y de otro tipo.
Se han fabricado algunos cascos basados en el diseño de los cascos de combate para uso civil, como, por ejemplo, los usados por la Luftschutz de Alemania a partir de 1918, o para uso de los cuerpos de policía o de bomberos.

## Historia

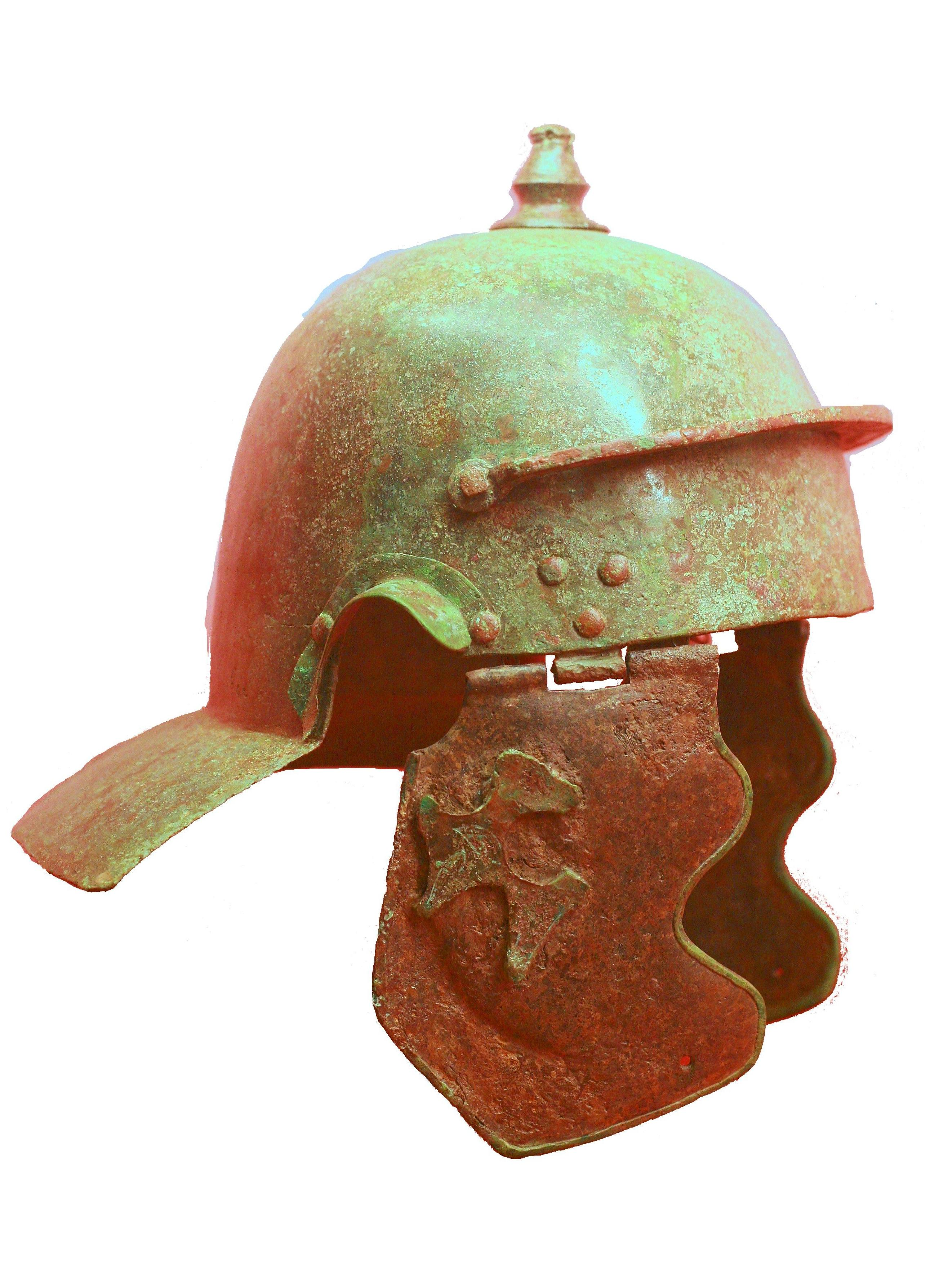
Casco de la Roma imperial, conocido como gálea.

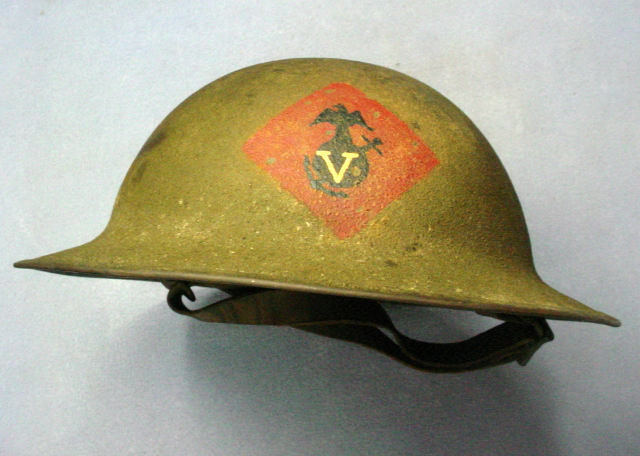
Casco Brodie M1917.

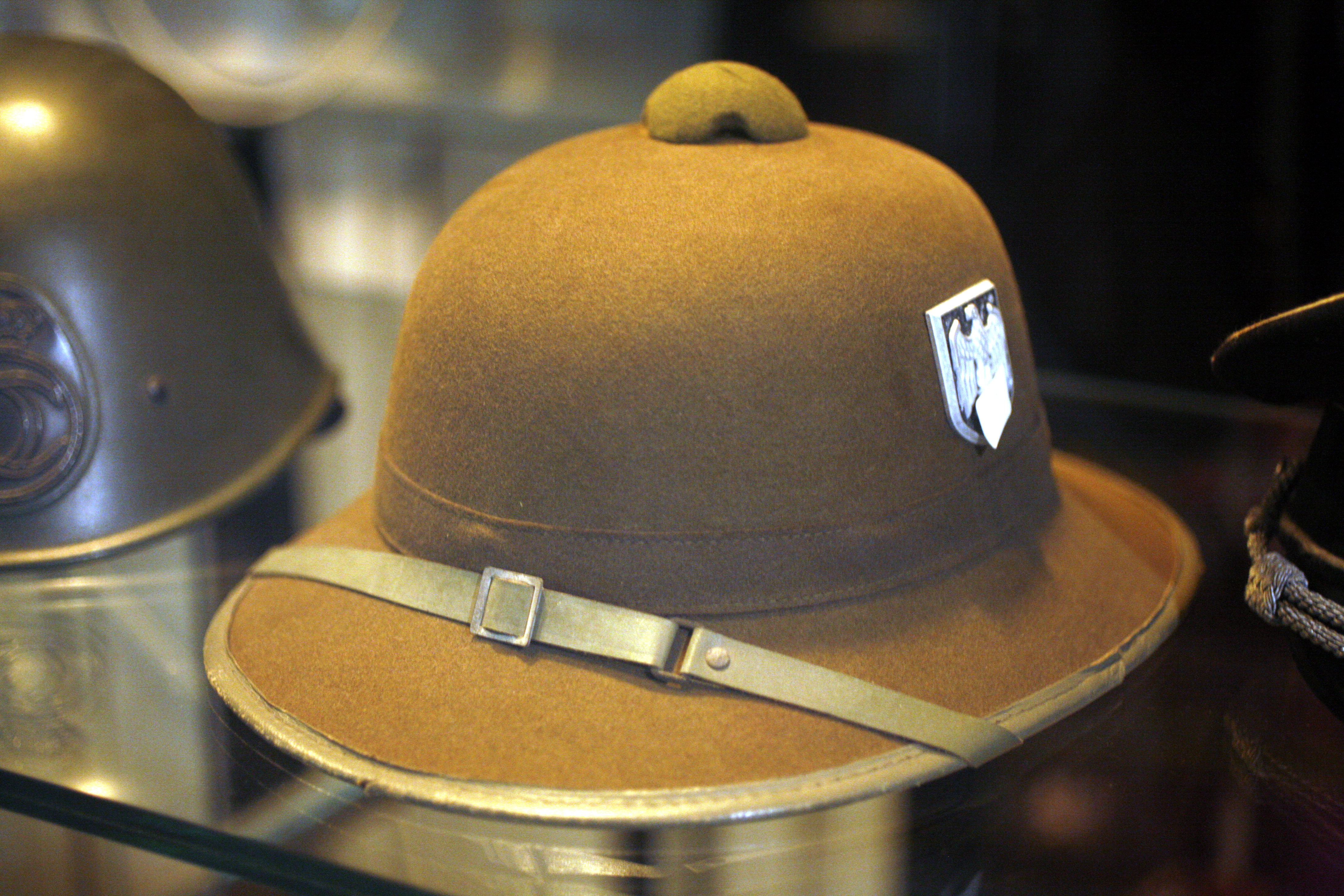
Salacot militar: modelo del Afrika Korps (1940-1943).

El casco es uno de los equipos de protección personal más antiguos y se sabe que lo llevaban los acadio y/sumerios en el siglo XXIII a. C. y los griegos micénicos desde el siglo XVII a. C., los asirios hacia el 900 a. C., los antiguos griegos y romanos, durante toda la Edad Media y hasta finales del siglo XVII muchos combatientes. Construidas inicialmente con cuero y latón, y luego con bronce y hierro durante las Edades del Bronce y del Hierro, pronto pasaron a fabricarse totalmente con acero forjado en muchas sociedades después del 950 d. C. aproximadamente. En esa época, eran un equipo puramente militar, que protegía la cabeza de los golpes cortantes de las espadas, las flechas voladoras y la mosquetería de baja velocidad. Los cascos de hierro se utilizaban en la caballería del Imperio Malí para proteger a los jinetes y a su montura.
El uso militar de los cascos disminuyó después de 1670, y las armas de fuego rayadas pusieron fin a su uso por parte de los soldados de a pie después de 1700, pero en la época napoleónica se reintrodujeron los cascos de caballería ornamentados para los coraceros y dragones en algunos ejércitos, que siguieron siendo utilizados por las fuerzas francesas durante la Primera Guerra Mundial hasta 1915.

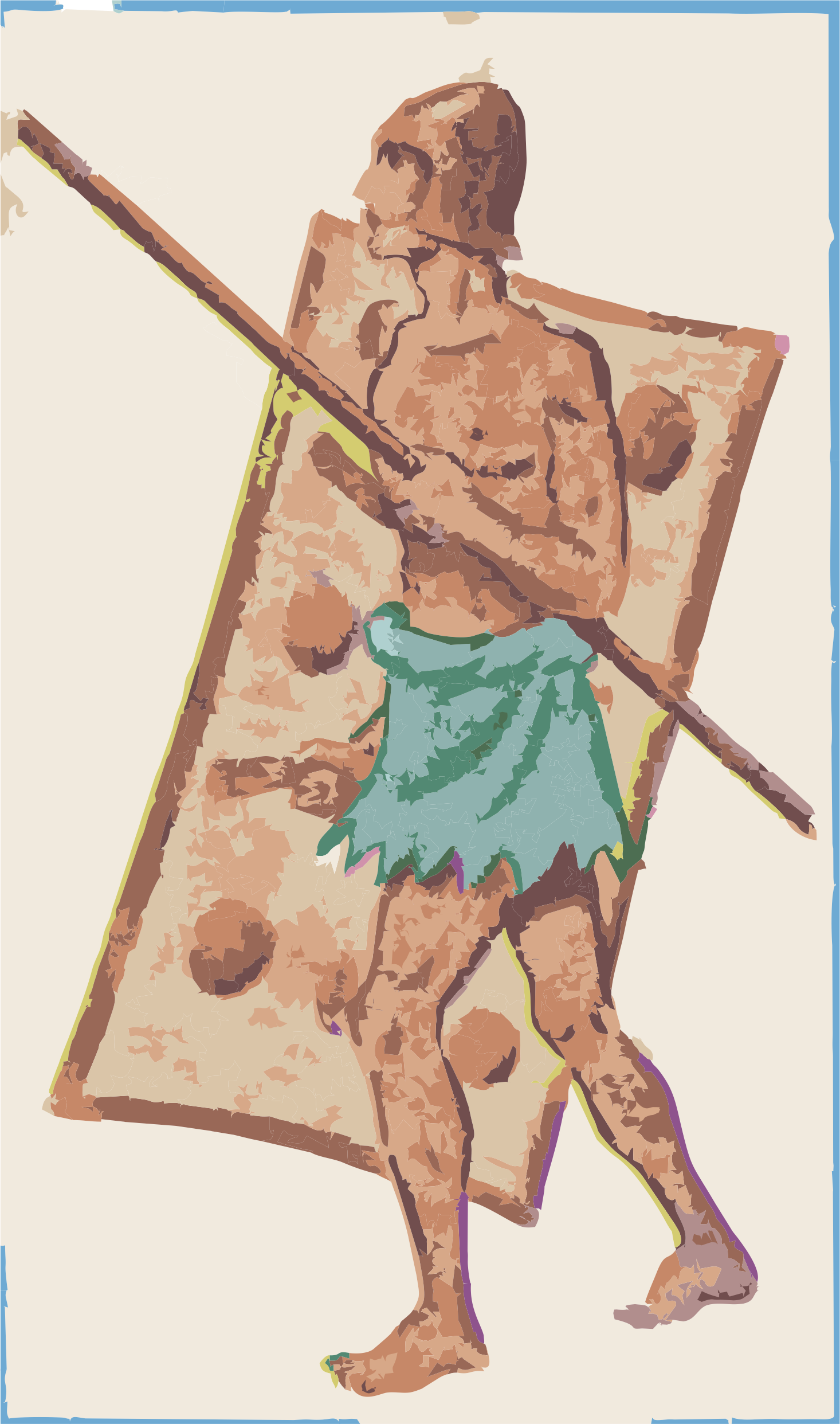
Soldado sumerio con un casco

La Primera Guerra Mundial y su mayor uso de la artillería renovaron la necesidad de cascos de acero, siendo el casco Adrian francés y el casco Brodie británico los primeros cascos de acero modernos utilizados en el campo de batalla,  seguidos pronto por la adopción de cascos de acero similares, como el Stahlhelm por parte de las demás naciones beligerantes. Estos cascos protegían la cabeza de la metralla y los fragmentos.
Es en la Primera Guerra Mundialcuando se hizo necesario el uso de algún medio protector para la cabeza del combatiente contra metralla o cascotes. Aparecieron así los Cascos Adrian de los franceses, los cuales estuvieron en servicio desde 1915 y los alemanes adoptaron el Stahlhelm empleado a partir de la batalla de Verdún, en 1916.
El ejército británico empleó el casco Brodie, apodado "bombín de lata" por su forma característica.
A partir de 1915, con la introducción masiva del casco Adrian, y hasta la década de 1980, los cascos eran normalmente de acero; en la actualidad se fabrican con materiales como el Kevlar.
Los cascos militares no están diseñados para protegerse de impactos directos de balas enemigas.

## Desarrollo de los cascos
Los militares de hoy en día suelen utilizar cascos de alta calidad fabricados con materiales balísticos como el Kevlar y el Twaron, que ofrecen una mayor protección. Algunos cascos también tienen buenas cualidades de protección no balística, contra amenazas como las ondas de choque conmovedoras de las explosiones.
Muchos de los cascos de combate actuales se han adaptado a los requisitos de la guerra moderna y se han mejorado con raíles STANAG para que sirvan de plataforma para el montaje de cámaras, cámaras de vídeo y pantallas VAS para el montaje de gafas de visión nocturna (NVG) y dispositivos monoculares de visión nocturna (NVD).
A partir de principios del siglo XX, los cascos de combate han sido a menudo equipados con cubiertas de casco para ofrecer un mayor camuflaje. Ha habido dos tipos principales de fundas: antes se utilizaban mucho las redes de malla, pero la mayoría de los cascos de combate modernos utilizan fundas de tela de camuflaje.
A finales del siglo XX, a partir de las décadas de 1970 y 1980, nuevos materiales como el Kevlar y el Twaron empezaron a sustituir al acero como material principal de los cascos de combate, en un esfuerzo por mejorar el peso, la protección balística y la protección contra las lesiones en la cabeza causadas por las explosiones. Esta práctica continúa en el siglo XXI, con nuevos avances y refinamientos en las fibras utilizadas, el diseño y la forma del casco, y una mayor modularidad. Los primeros sistemas de cascos de este nuevo diseño son el PASGT estadounidense, el MARTE español, el SEPT-2 PLUS italiano y el Mk7 británico.
Acolchado
El acolchado se utiliza para anular las lesiones por conmoción cerebral. Los investigadores del Laboratorio Nacional Lawrence Livermore publicaron un estudio en 2011 que concluía que la adición de un octavo de pulgada/3 milímetros de acolchado disminuía la fuerza de impacto en el cráneo en un 24%[13].
Consideraciones técnicas
Aunque la cabeza y el cuello sólo ocupan el 12% del cuerpo de un soldado, los traumatismos craneoencefálicos son responsables de la mitad de las muertes en combate en los campos de batalla. La lesión cerebral traumática (LCT) es una de las principales causas de muerte y discapacidad entre los soldados heridos y se ha convertido en una lesión característica de los conflictos militares modernos. Según el Defense and Veterans Brain Injury Center (DVBIC), se diagnosticaron 444.328 LCT en el ejército estadounidense entre 2000 y 2021 (a fecha de 26 de agosto de 2021). De ahí la necesidad de desarrollar cascos de combate avanzados para proteger mejor a los soldados de los proyectiles, los objetos punzantes y los artefactos explosivos improvisados (AEI).
La historia de los cascos protectores se remonta a la Edad Media. El casco militar contemporáneo fue introducido por primera vez para proporcionar protección a la cabeza por las tropas francesas, que fue conocido como el casco General Adrian durante la Primera Guerra Mundial. Basándose en el casco británico de la Primera Guerra Mundial, Estados Unidos fabricó el casco M1917, que fue adoptado por el ejército estadounidense y dio lugar al casco de acero M1 (apodo, olla de acero) en la Segunda Guerra Mundial. Con la invención de las fibras de aramida en la década de 1960 y los requisitos de ligereza y comodidad de uso, se desarrolló el casco compuesto de Kevlar para sustituir al casco de acero a principios de la década de 1970, que se conoció como casco PASGT (Personnel Armor System for Ground Troops) y empezó a prestar servicio al ejército estadounidense en 1983. En 2001, se puso en uso el Casco Modular de Comunicaciones Integradas (MICH), que evolucionó a partir del casco PASGT pero con un peso más ligero. El casco MICH fue sustituido por el Casco de Combate Avanzado (ACH) a partir de 2003, que tiene un mejor rendimiento balístico y ha sido ampliamente utilizado. Además, el Cuerpo de Marines de EE. UU. diseñó un nuevo casco de combate conocido como Casco Ligero (LWH), que está en servicio desde 2003. Basado en compuestos de polietileno de peso molecular ultra alto (UHMWPE), el casco FAST (Future Assault Shell Technology) fue desarrollado por el Ejército de EE. UU. y presentado públicamente en 2009. Continuando con el uso de los compuestos de UHMWPE y una nueva generación de tecnologías de fabricación, el Ejército de EE. UU. desarrolló el casco de combate mejorado (ECH) con un peso reducido y un rendimiento mejorado, que comenzó a fabricarse en 2013. El casco con Sistema Integrado de Protección de la Cabeza (IHPS) es el casco de combate más reciente desarrollado por el Ejército de Estados Unidos, que se empezó a fabricar en 2019 y está reconocido como el mejor casco en general hasta la fecha. 
Además del casco IHPS del ejército estadounidense, otros cascos de combate contemporáneos con excelentes prestaciones protectoras son el casco UHMWPE VIRTUS del Reino Unido, el casco de aramida 6B47 de Rusia y el casco ligero Hjelm de Noruega. 
Cuando un proyectil, como una bala (o un fragmento de alta velocidad), impacta contra un casco, la energía cinemática del proyectil se transfiere al casco, provocando una deformación de la cara posterior (DCP). Cuando la DCP es lo suficientemente grande como para que el casco deformado impacte contra la cabeza del soldado, se producirá un traumatismo contuso por detrás de la armadura. Además, las lesiones cerebrales inducidas por explosiones en soldados expuestos a artefactos explosivos improvisados en campos de batalla o zonas urbanas de combate suelen provocar muertes.

### Casco M1
El casco M1 es un casco de combate que fue usado por las Fuerzas Armadas de los Estados Unidos desde la Segunda Guerra Mundial hasta que fue reemplazado por el casco PASGT a principios de 1985. Durante más de cuarenta años, el M1 fue el equipo estándar de las Fuerzas Armadas de Estados Unidos, y su diseño inspiró a otras fuerzas armadas alrededor del mundo.
El casco M1 es extremadamente popular entre los coleccionistas de militaria y cascos de la Segunda Guerra Mundial, y son más valiosos que los modelos posteriores. Los cascos de la época de la SGM, Corea y de Vietnam son difíciles de encontrar. Los cascos con marcas raras o con alguna historia documentada tienden a ser más caros aún. Esto es particularmente cierto para los cascos de paracaidistas, los cuales son de la variantes conocidas como casco M1C y casco M2.

### Casco PASGT
El casco PASGT (acrónimo en inglés de Personnel Armor System for Ground Troops; en español: Sistema de Protección Personal para Tropas Terrestres) fue producido por primera vez en 1983 para sustituir al casco M1. Antiguo casco de kevlar utilizado por el Ejército de los Estados Unidos, el Cuerpo de Marines y la Marina. Utilizado por la USAF, pero está siendo reemplazado por el ACH por la Fuerza Aérea de EE. UU. Adoptado por las Fuerzas Armadas de México en la década de 1990 para sustituir al casco M1. Sustituyó al casco M1 del ejército argentino y fue modificado con interiores acolchados. Los cascos PASGT fabricados en EE. UU. por UNICOR sustituyeron al casco M1 de Nueva Zelanda en la década de 2000. El PASGT de Nueva Zelanda era una copia del casco ligero del USMC en el sentido de que comparte el sistema de retención de 4 puntos y el sistema de almohadillas para la cabeza.

### Casco ACH
El ACH (Advanced Combat Helmet o Casco de Combate Avanzado en español) es el actual casco de combate del Ejército de los Estados Unidos, utilizado desde principios de la década de 2000. Fue desarrollado por el Centro de Sistemas de Soldados del Ejército de Estados Unidos, el Comando de Operaciones Especiales del Ejército de los Estados Unidos, y el Laboratorio de Investigación del Ejército de Estados Unidos para ser la próxima generación de cascos de combate protectores para uso de las fuerzas terrestres estadounidenses. El ACH deriva del Casco Modular de Comunicaciones Integradas.